# Isabella av Parma

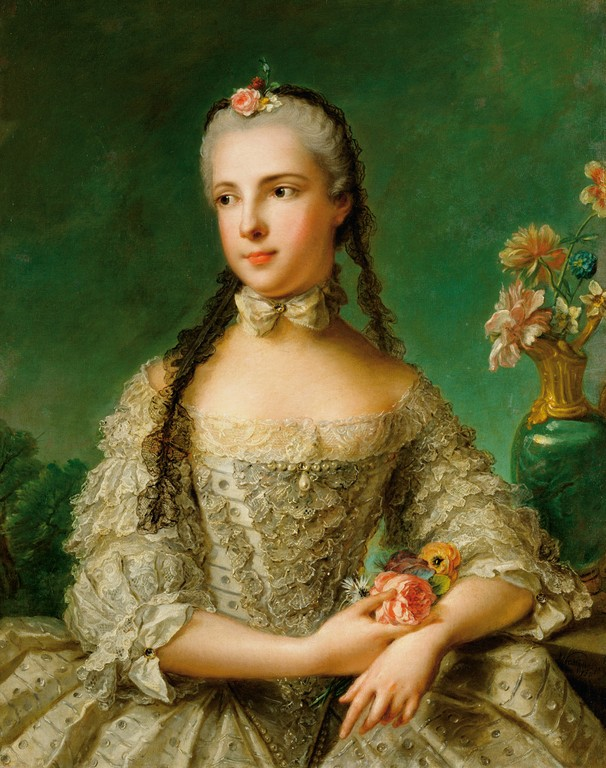
Isabella Maria av Bourbon-Parma

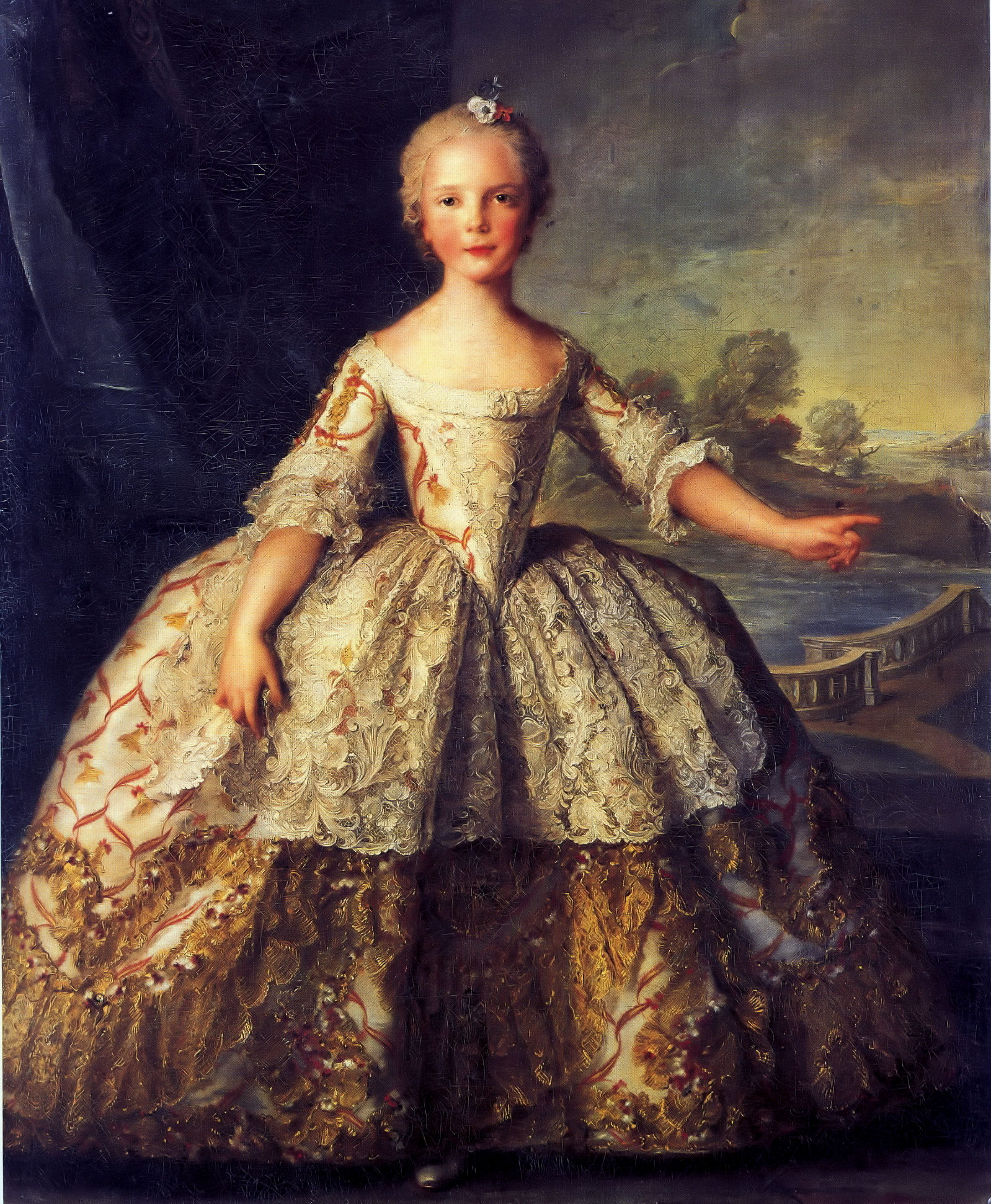
Isabella av Bourbon-Parma, ärkehertiginna av Österrike som barn

Isabella av Bourbon-Parma, Isabella Maria Luisa Antonietta Ferdinanda Giuseppina Saveria Dominica Giovanna av Bourbon-Parma, prinsessa av Parma, född 31 december 1741, död 27 november 1763, dotter till Filip av Bourbon, hertig av Parma och Marie-Louise-Elizabeth av Frankrike, äldsta dottern till kung Ludvig XV av Frankrike.

## Biografi
1748 blev Isabellas far hertig av Parma och hela familjen flyttade till Parma. Isabella tillbringade också flera månader med sin familj i Versailles. 
Isabella lärde sig spela violin och läste böcker i filosofi och teologi av bland andra Jacques Bénigne Bossuet och John Law. När hennes mor dog 1759 togs hon om hand av sin halvbror tronarvingen Ferdinand av Parma och hans syster Maria Luisa av Parma, framtida drottning av Spanien. Isabella led av depressioner efter sin mors död och hon hade ofta ångestfyllda tankar om döden.
Den 6 oktober 1760 gifte hon sig med den tysk-romerska kejsaren Josef II, vid en ålder av 18 år. Hon var högt älskad av sin make. 
Isabella och Josefs syster Maria Kristina blev mycket snabbt vänner, och trots att de träffades varje dag skrev de brev till varandra. I dessa brev förklarade Isabella sin kärlek till Maria Kristina. 
"Jag skriver till dig återigen, åh grymma syster, trots att jag just har lämnat dig. Jag kan inte stå ut med att inte veta mitt öde, att inte veta om du ser mig som en person värdig din kärlek, eller om du helst vill kasta mig i floden. Jag kan inte tänka på något annat än att jag är djupt förälskad. Om jag bara visste varför det är så, ty du är så utan nåd att man inte skall älska dig, men jag kan inte hjälpa det.".
I ett annat brev skrev hon: "Det har berättas för mig att dagen skall börjas med Gud. Men min dag börjar med föremålet för min kärlek, ty jag tänker på henne oupphörligt.".
Hovet i Wien fascinerades av hennes skönhet och intelligens, och hon betraktades som en perfekt blivande kejsarinna. Isabella själv var uttråkad i Wien. Hon skrev flera historiska och filosofiska verk och även ett verk om fromhet för att fördriva tiden. Hon kom väl överens med sin svärmor Maria Theresia, som också tyckte om henne, men bedömde Frans Stefan som osjälvständig och styrd av grevinnan Auersperg, och hon gav Maria Kristina råd om hur denna skulle hantera både Maria Theresia och Josef mest effektivt.
Isabella födde två döttrar, Maria Theresia 1762, och Marie-Christine 1763. Isabella insjuknade i smittkoppor när hon väntade Marie-Christine och avled fem dagar efter förlossningen. Dottern avled följande dag.
Isabella är begravd i den kejserliga kryptan i Wien.

## Galleri

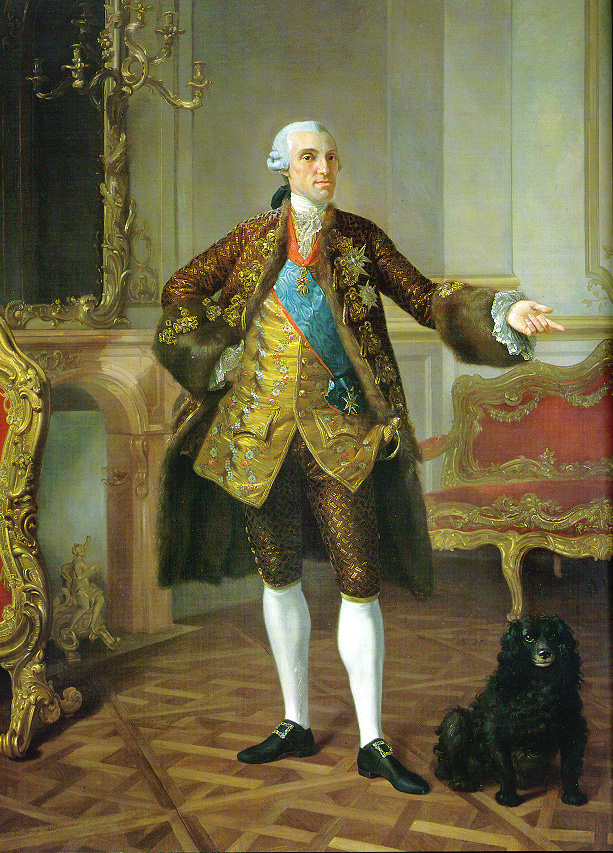
Hennes far Filip av Bourbon, hertig av Parma
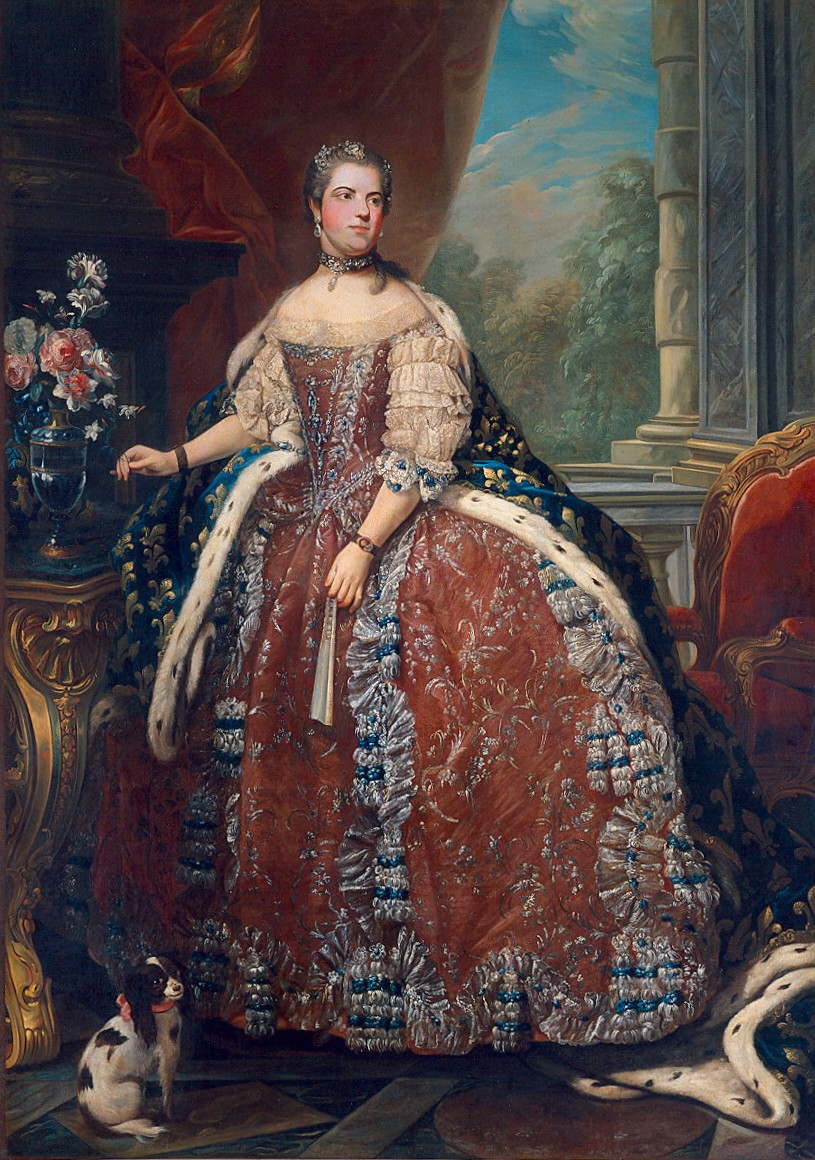
Hennes mor, Grevinna av Parma av Louis-Michel van Loo
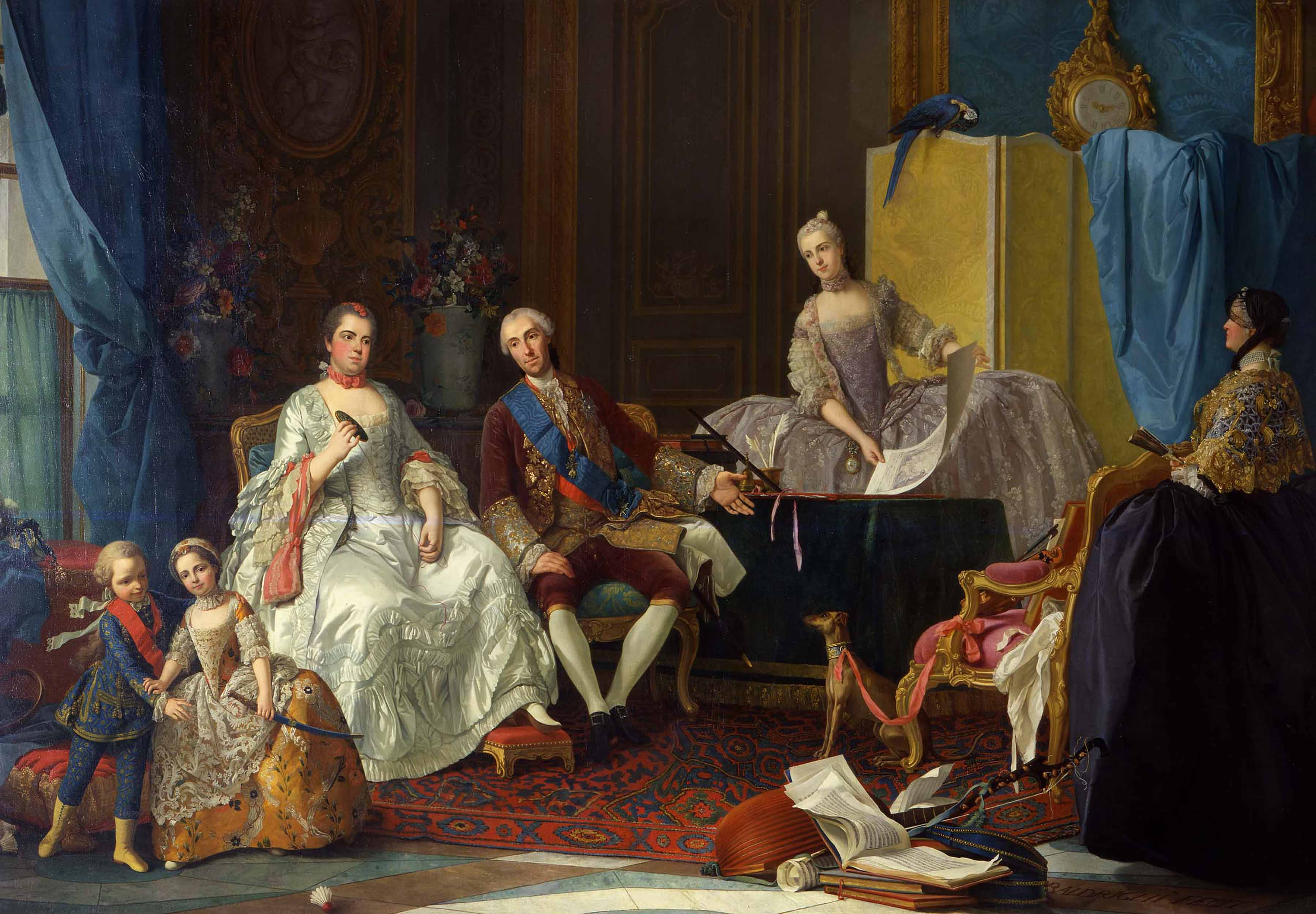
Porträtt av hela familjen
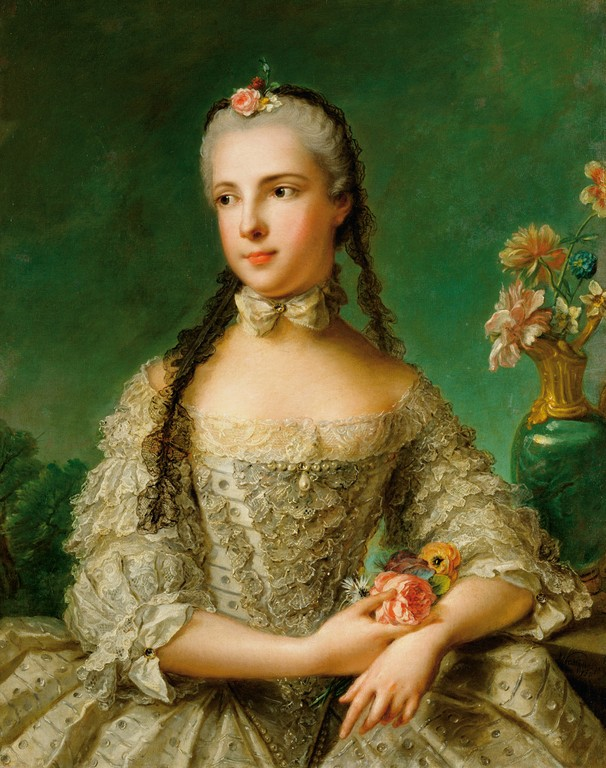
Isabella 1758
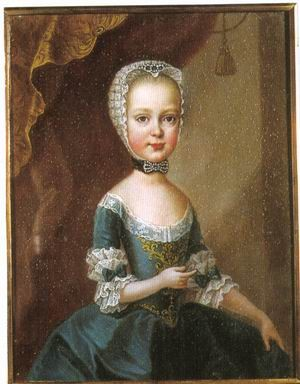
Hennes förstfödda dotter, Maria Theresia.
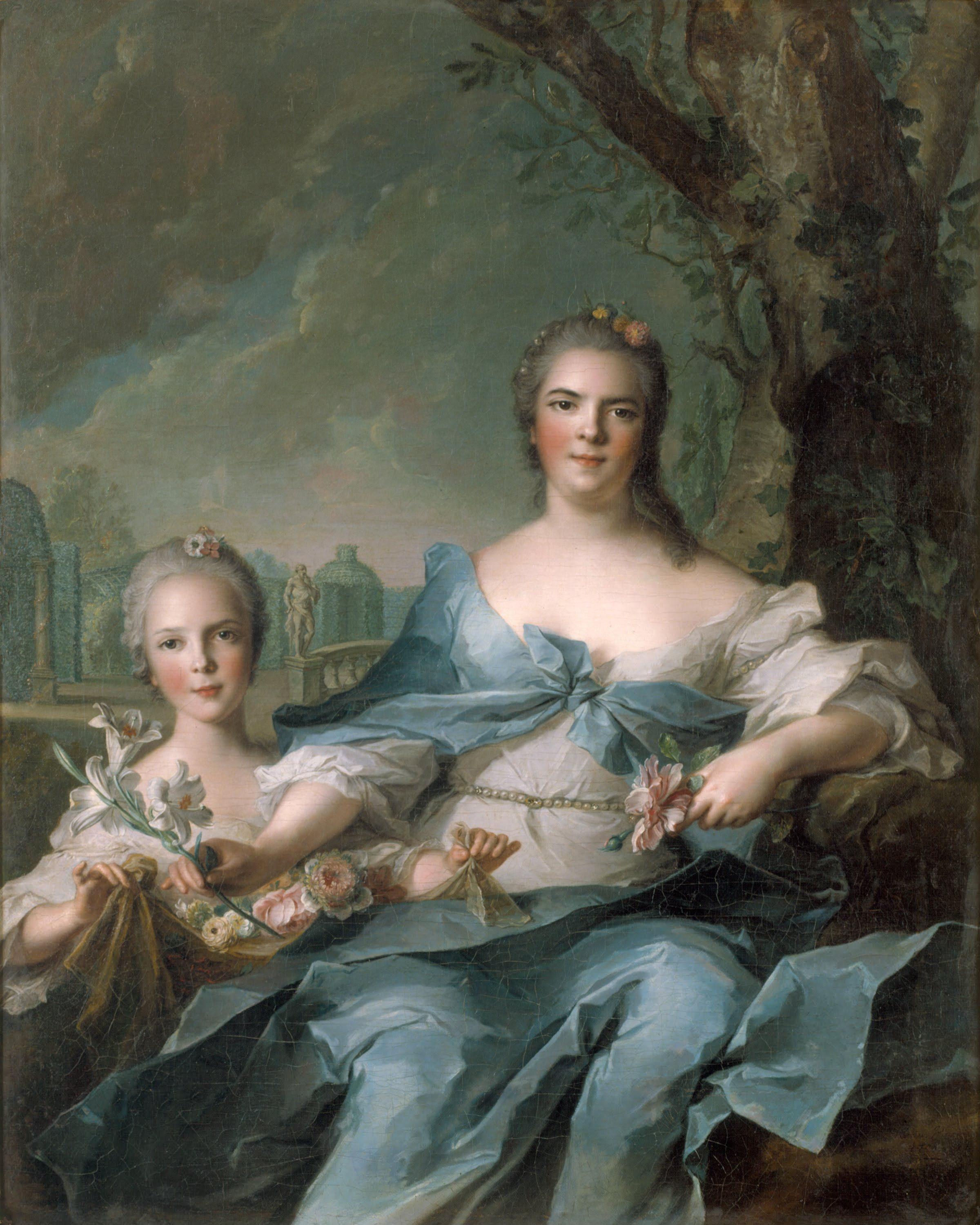
Isabella och hennes mor 1750.
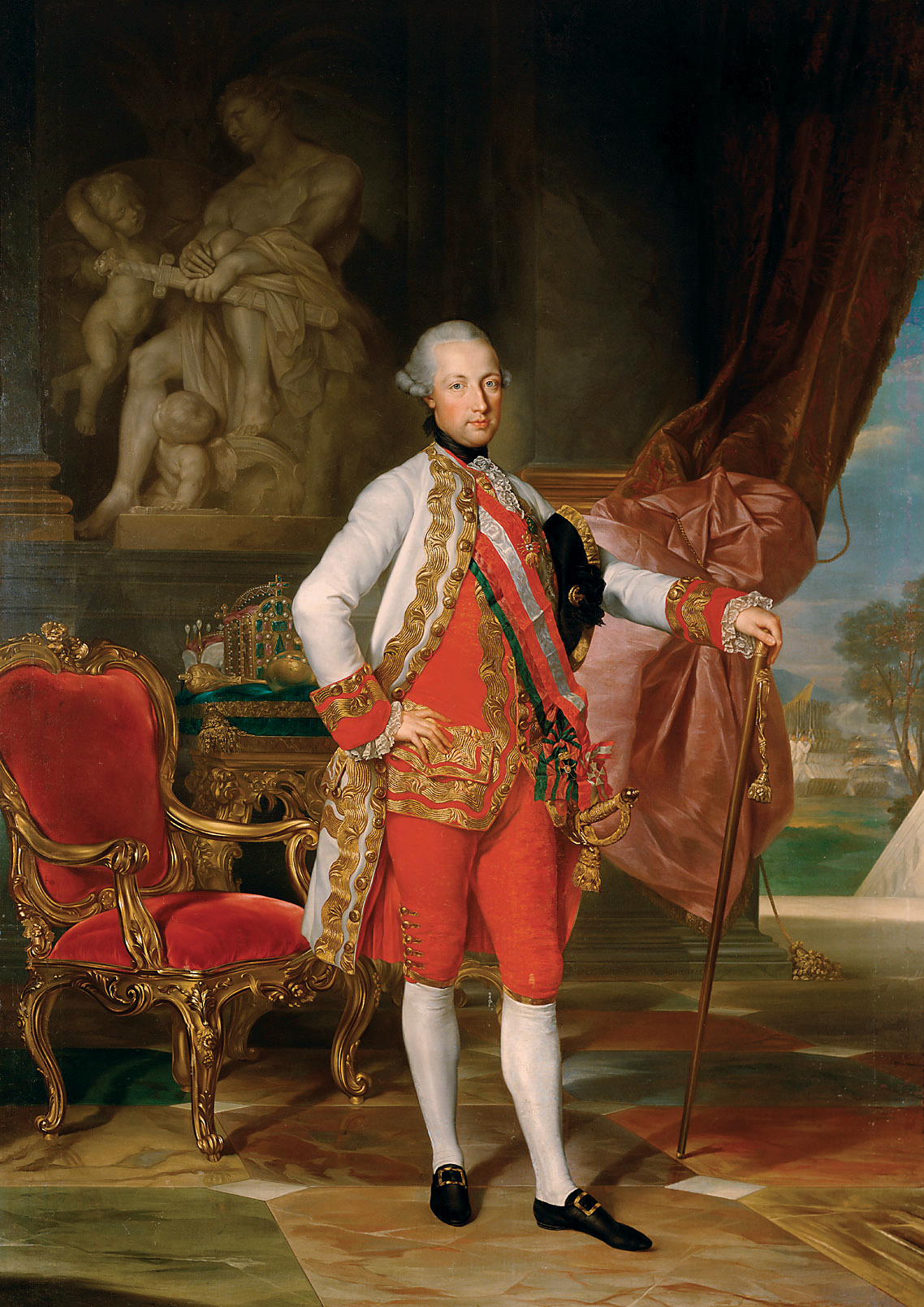
Hennes man, kejsare Josef II.
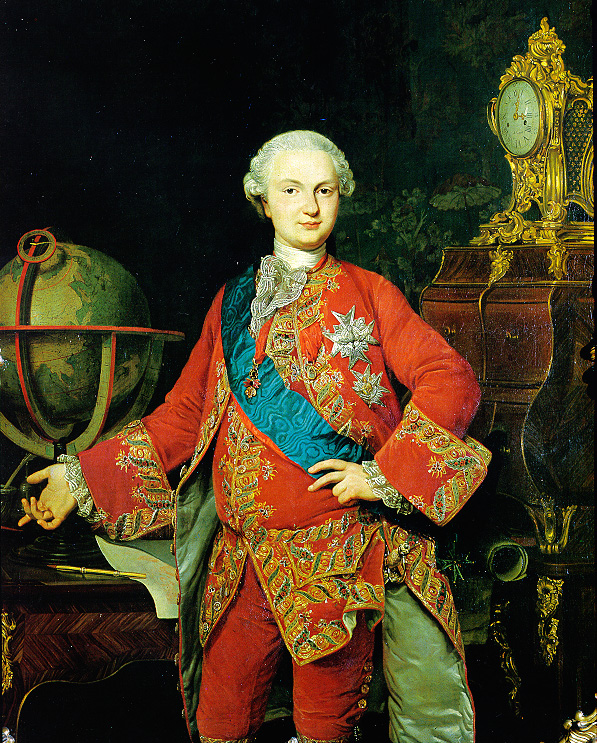
Isabellas bror, Ferdinand av Parma.

## Barn
1. Maria Theresia (20 mars 1762 - 23 januari 1770)
2. Marie-Christine (22 november 1763 - 28 november 1763)